# Kozačky

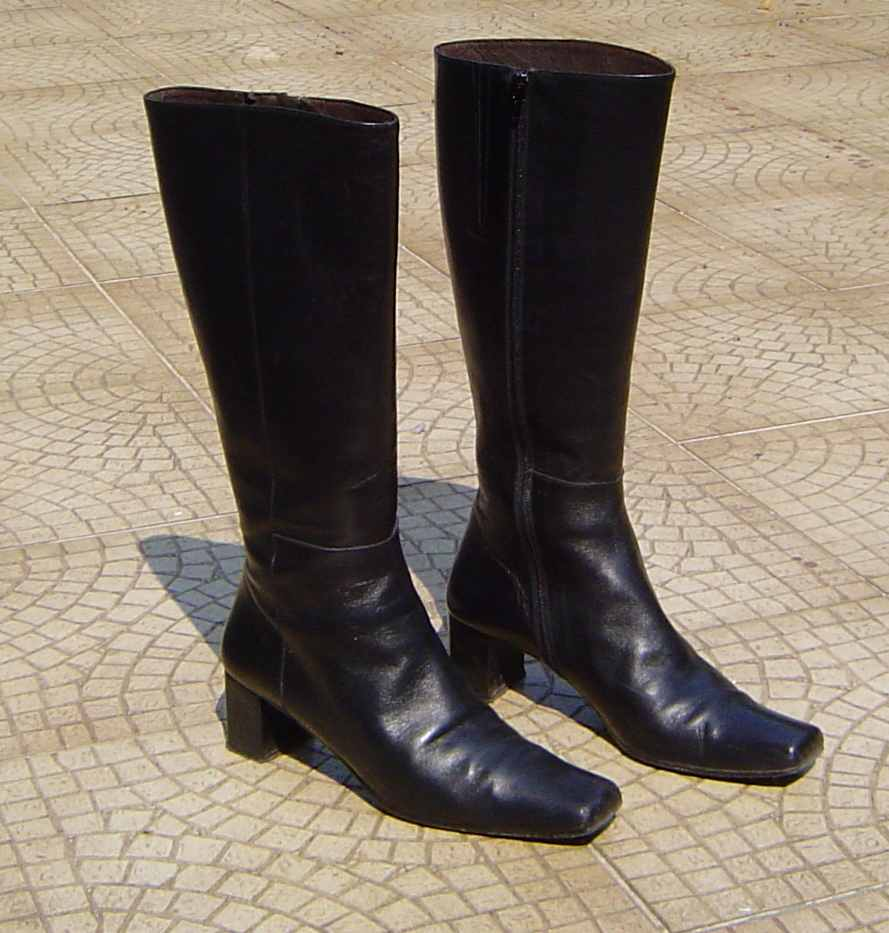
Kozačky

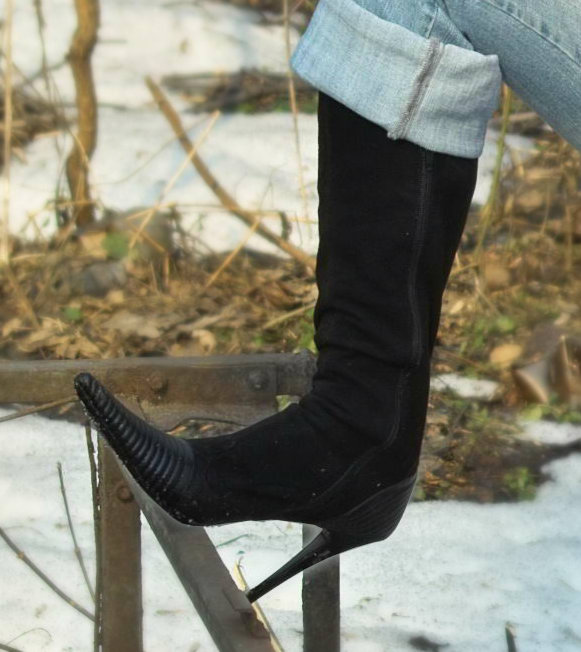
Kozačky s vysokým podpatkem

Kozačky jsou druh dámské obuvi. Nošeny jsou obvykle v zimě, avšak objevují se i jejich letní varianty. Vyrábějí se z kůže, pevných látek nebo jejich umělých napodobenin a jsou vyvedeny v mnoha tvarových či barevných provedeních (obvykle černá, hnědá, béžová, modrá, červená nebo bílá). Mohou však být i vzorované nebo okrášlené rozličnými ozdobami.
Charakteristickým znakem kozaček je jich podpatek, který může dosahovat různých výšek (vyšší podpatky však nejsou příliš pohodlné),  a dále výška vlastní obuvi, která obepíná holeň a často končí pod kolenem, avšak objevují se i varianty končící až nad koleny.
Obuv lze nazout k mnoha druhům oblečení, například k džínovým kalhotám, ale i k sukním či k šatům.
Kozačky – zvláště na vysoké platformě (silné podrážce) či podpatku – jsou též častou proprietou BDSM praktik. Extrémem v tomto směru jsou tzv. baletky (angl. ballet boots), boty (obvykle kozačky) na velmi vysokých podpatcích, které nutí uživatele stát na špičkách, resp. si v nich vůbec nestoupat. 

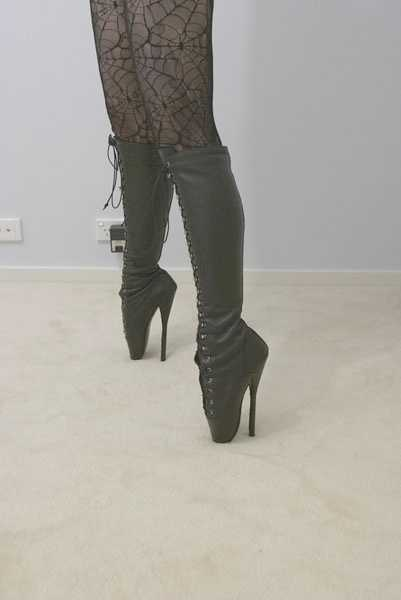
kozačky na extrémně vysokém podpatku - tzv. baletky